# Christophe Paou
Christophe Paou es un actor francés, nacido el 25 de febrero de 1969 en Blois.

## Biografía
Después de sus estudios, Christophe Paou ingresó en la Escuela de Producción Audiovisual (ESRA), opción de dirección, tomó lecciones de actuación en la escuela de teatro de Jean Périmony y se formó en la Liga Francesa de Improvisación (LIF).
Hizo su debut profesional en el escenario a fines de la década de 1990 en Le Voyage d'Hindbab de Jean-Louis Auffret. Se incorporó al colectivo Les Possédés y encadenó las piezas, entre las que : El Doctor a su pesar de Molière ; Réquiem por un niño sabio según Franz Xaver Kroetz ; Liliom de Ferenc Molnár, en el Teatro Nuevo de Angers ; Perplexe de Marius von Mayenburg, dirigida por Frédéric Bélier-Garcia, en el Théâtre du Rond-Point ; Platonov después de Anton Chekhov, en el Teatro Nacional de la Colina.
Tras algunas apariciones en producciones televisivas, firmadas entre otros por Serge Moati y Pierre Granier-Deferre, interpretó papeles secundarios bajo la dirección de los hermanos Arnaud y Jean-Marie Larrieu (Un homme, un vrai, Le Voyage aux Pyrénées, Les Derniers Jours du monde), pero es su papel de Michel, el apuesto y oscuro asesino en L'Inconnu du lac de Alain Guiraudie lo que le dio a conocer. La película, presentada en el Festival de Cine de Cannes, recibió el premio a la dirección de la selección Un cierta mirada.
1También ha escrito y dirigido dos cortometrajes, Né un 28 juin y FiLs .

## Filmografía

#### Largometrajes
- 2001 : L'Affaire du collier (The Affair of the Necklace) de Charles Shyer : Pierre Charron
- 2003 : Un homme, un vrai d'Arnaud et Jean-Marie Larrieu : le comédien
- 2007 : Faut que ça danse ! de Noémie Lvovsky : un professeur
- 2007 : Cap Nord de Sandrine Rinaldi
- 2007 : La Fabrique des sentiments de Jean-Marc Moutout : un avocat
- 2008 : Le Voyage aux Pyrénées d’Arnaud et Jean-Marie Larrieu : le masseur
- 2009 : Les Derniers Jours du monde d’Arnaud et Jean-Marie Larrieu : Pascal
- 2012 : Comme un chef de Daniel Cohen : le sommelier
- 2013 : L'Inconnu du lac d'Alain Guiraudie : Michel
- 2013 : Gare du Nord de Claire Simon : Gaspard
- 2014 : La Chambre interdite (the Forbidden Room) de Guy Maddin et Evan Johnson : le prisonnier ukrainien
- 2015 : Je suis à vous tout de suite de Baya Kasmi : le troisième amant
- 2015 : La Marcheuse de Naël Marandin : Marc le policier
- 2017 : Cornélius, le meunier hurlant de Yann Le Quellec : Gazagnol
- 2019 : Synonymes de Nadav Lapid: Le pornographe
- 2019 : Je voudrais que quelqu'un m'attende quelque part d'Arnaud Viard : Thierry
- 2021 : Oranges sanguines de Jean-Christophe Meurisse
- 2021 : Vous ne désirez que moi de Claire Simon
- 2023 : La Syndicaliste de Jean-Paul Salomé